# Anton Funtek

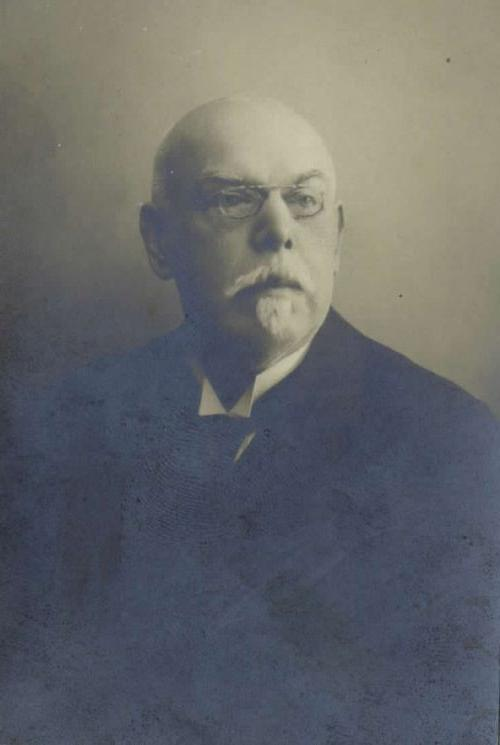
Anton Funtek

Anton Funtek (* 30. Oktober 1862 in Ljubljana; † 21. Oktober 1932 ebenda) war ein slowenischer Schriftsteller.
Nach dem Besuch der Lehrerbildungsanstalt seiner Heimatstadt wirkte Funtek als Lehrer in Littai und Sankt Veit bei Sittich. Von 1889 bis 1894 war er Fachlehrer an der Gewerbeschule und Professor an der Lehrerbildungsanstalt von Ljubljana. Daneben wirkte er als Redakteur des Ljubljanski Zvon, der Laibacher Zeitung und des Amtsblattes.
Neben Gedichten veröffentlichte Funtek Dramen und übersetzte u. a. Shakespeares King Lear, Goethes Faust und Schillers Lied von der Glocke ins Slowenische. Sein Stück Teharski plemici wurde von Benjamin Ipavec vertont.

## Werke
- Smrt (Der Tod)
- Teharski plemici (Die Adeligen von Teharje)
- Tekma (Der Wettstreit)
- Izbrane pesmi (Ausgewählte Lieder)
- Prizori iz otroskega zlvljenja (Bilder aus dem Kinderleben)